# 涼宮春日的憂鬱動畫集數列表
以下是日本动画《涼宮春日的憂鬱》的集數列表。

## 涼宮春日的憂鬱

### 2006年版本
2006年電視台播放順序出現時間軸亂跳的情況，與小說出版順序及故事發生的時序並不相同。而DVD版則是按故事發生的時序收錄。2006年電視播出時的次回預告裡，阿虛所報的話數是電視台的播放順序，而涼宮春日所報的話數是原作的故事的發生時序。發行DVD時，次回預告則改由長門有希擔任。
這裡所指的故事時序並非指小說的出版順序，而是指故事中的世界的事件發生的時序。下表中原作之故事時序所示之話數僅為與動畫版本比較之數，實際上，小說裡並沒有以話數或任何序數編排。
台灣Animax及香港J2的播放次序，都是依照日本的電視台的播放次序。香港J2所播放的次回預告中涼宮春日所說的是原作故事時序，阿虛所說的是電視台播放順序。

| 朝比奈实玖瑠的冒险 Episode00 朝比奈ミクルの冒険 Episode00 (Asahina Mikuru no Bōken Episode 00) | 2006年4月2日 |
| 「來拍電影吧！」在春日一聲令下而拍攝的這部自主製作電影，這一天舉辦了第一場試映會。為了爭奪古泉一樹，戰鬥女服務生(未來人)實玖瑠與邪惡魔法師有希兩人，展開了一場又一場的激烈戰鬥。這場規模浩大的人間戲劇，即將登場？喂，真的假的？ |              |

| 凉宫春日的忧郁 Ⅰ 涼宮ハルヒの憂鬱I (Suzumiya Haruhi no Yūutsu I) | 2006年4月9日 |
| 阿虛曾幾何時，都希望過世上真的有外星人未來人、超能力者、幽靈妖怪等超自然生物，但明白這是天方夜談之後，他早已習慣了平凡的生活，直到一天他遇上涼宮 春日……涼宮春日雖然是個超級美少女，但思想行為怪異，而且超自我中心，只希望與外星人或同等級數的人做朋友，阿虛可以說是唯一例的人。一天， 她被阿虛一言驚醒，決定要創立一個新學會，來滿足自己的欲望，SOS團因此而成立! |              |

| 凉宫春日的忧郁 Ⅱ 涼宮ハルヒの憂鬱II (Suzumiya Haruhi no Yūutsu II) | 2006年4月16日 |
| 涼宮春日不知從何處搜刮了很多古靈精怪的用品裝飾SOS團的房間，她突然想起在這資訊化年代電腦是不可缺少，於是到隔鄰的電腦研究部‘徵用’一台新型電 腦，電研部的部長當然不肯就範，春日於是使出非常卑鄙的招數，迫他們乖乖將電腦奉獻出來。接下來就是SOS團的宣傳活動，春日買了兩套兔女郎服裝強迫實玖 瑠一同到校門宣傳，曾經向實玖瑠承諾會阻止春日暴行的阿虛，面對春日的熱情，亦只能愛莫能助…… |               |

| 凉宫春日的忧郁 Ⅲ 涼宮ハルヒの憂鬱III (Suzumiya Haruhi no Yūutsu III) | 2006年4月30日 |
| 長門有希對阿虛說出自己的真正身份是外星人以及與涼宮春日的關係，阿虛聽後當然以為她是胡說八道，不過在SOS團出外活動當日，實玖瑠竟然告訴阿虛自己是 未來人，因為要監視春日所以由未來來到這個時間平面，再加上自稱是超能力-謎之轉校生古泉一樹的出現，阿虛開始有少少相信春日並不是普通人的事實…… |               |

| 凉宫春日的忧郁 Ⅳ 涼宮ハルヒの憂鬱IV (Suzumiya Haruhi no Yūutsu IV) | 2006年6月4日 |
| 一天早上，阿虛從鞋櫃中收到一張字條，叫他放學後到一年五班的班房... 充滿疑問的阿虛開門一看，那人竟然是朝倉涼子。原來她也是資訊統合思念體派來協助長門有希監視涼宮春日，激進派的她很想知道殺死阿虛後春日會有何反應，幸 好有希及時趕到，阿虛總算撿回一命……第二日阿虛又收到了另一張字條，今次是從更遙遠的時空而來的實玖瑠，她專程來到，目的就是要給阿虛一個提示…… |              |

| 凉宫春日的忧郁 Ⅴ 涼宮ハルヒの憂鬱V (Suzumiya Haruhi no Yūutsu V) | 2006年6月25日 |
| 春日堅持要去調查朝倉涼子轉校的原因， 不能告訴她真相的阿虛只好硬着頭皮與她一起去， 期間春日說明她三年前遇到的事， 自己為何想改變這個世界， 阿虛聽後無言以對， 只能目送春日離開……古泉在阿虛家門前等着他回來， 帶阿虛到一個十字路口， 說要讓阿虛見識自己的超能力， 阿虛依照古泉指示閉起眼睛走前數步， 他睜開眼睛時自己已身處一個灰色的空間， 有個巨人正在空間內大肆破壞…… |               |

| 凉宫春日的忧郁 Ⅵ 涼宮ハルヒの憂鬱VI (Suzumiya Haruhi no Yūutsu VI) | 2006年7月2日 |
| 實玖瑠無意中發現阿虛收藏在電腦內以自己名字名命的文件夾，嚷着要阿虛給她看，二人糾纏的場面給春日碰過正着， 觸發了春日厭倦這個世界想創造另一個新世界的念頭……當晚阿虛從夢中醒來， 發現自己與春日處於封閉空間之中， 春日對眼前不可思議的情境非常雀躍， 不過古泉用僅存的力量通知阿虛， 大家本來身處的世界正面臨滅亡的危機， 春日是否肯回到本來的世界，關鍵就在於阿虛身上…… |              |

| 凉宫春日的烦闷 涼宮ハルヒの退屈 (Suzumiya Haruhi no Taikutsu) | 2006年4月23日 |
| 不經不覺， SOS團已成立一個月， 大家總算過着安穩的日子， 不過， 春日實在太無聊， 於是想出參加棒球大賽打響SOS團的名堂. 阿虛隨意叫了幾個人一起參加， 目的希望盡快輸掉可以早點歸家去， 但阿虛沒有想過， 比賽落敗同時意味着世界沒日來臨， 大家唯有想盡辦法在最後兩分扭轉劣勢， 全靠有希像魔法般的力量， 大家總算反敗為勝， 除着春日心情好轉世界沒日的危險亦得以解除， 阿虛於是將進級權讓回給上原海盜…… |               |

| 神秘信号 ミステリックサイン (Misuterikku Sain) | 2006年5月14日 |
| “希望我们SOS团，帮你寻找行踪不明的男朋友？”第一学期期末考试期间，SOS团仍照常营业。春日设计了团徽，并命令阿虚放上团网首页，然而才一上传，网页就完全当掉。这时，社团教室中出现了名叫喜绿江美里的少女，是来请SOS团协寻失踪男友——电研社社长。春日等人来到社长的公寓，但其中空无一人。春日一人先行离开后，众团员都表示这空间不太对劲。接着四人进入了异空间，遭遇资讯生命体的亚种。看来是春日绘制的团徽造成其觉醒…… |               |

| 孤岛症候群（前篇） 孤島症候群(前編) (Kotō Shōkōgun (Zenpen)) | 2006年5月7日 |
| SOS團今次到孤島舉行宿營，住宿的別墅是屬於古泉的遠房親戚，一心想當名偵探的春日非常渴望會有大事發生，幸好最初的兩天相安無事，大家過了非常快樂的時光……不過到了第三天早上，別墅主人多丸圭一先生反鎖在房間內沒有任何反應，其胞弟多丸裕則突然失蹤。大家到圭一先生的房間撞門入內，竟發現圭一先生身上插着水果刀, 躺在地上…… |              |

| 孤岛症候群（后篇） 孤島症候群(後編) (Kotō Shōkōgun (Kōhen)) | 2006年5月21日 |
| 孤島上竟然真的發生密室殺人事件，大家都覺得非常恐慌，雖然種種跡象也顯示阿裕先生就是殺死圭一先生的兇手，而阿裕先生似乎於前一晚逃離了孤島，不過春日與阿虛經過深入分析後終於明白所有真相…… |               |

| Live Alive ライブアライブ (Raibu Araibu) | 2006年6月18日 |
| 北高文化祭終於舉行, 阿虛為了SOS團的電影捱了一晚通宵, 睏倦的他在校內四圍遊蕩, 吃過實玖瑠的Cosplay炒麵後, 本來打算在禮堂中打蓋睡的他, 被眼前光景嚇了一跳, 春日竟然與輕音樂部一起在台上夾Band兼負責主音, 阿虛後來才知道春日只是代受傷缺席的成員上陣, 由於反應空前熱烈, 樂隊原本的成員非常感激春日, 不過一向只是有破壞冇建設的春日突然被人道謝, 內心泛起了微妙的感覺。 |               |

| 射手座之日 射手座の日 (Iteza no Hi) | 2006年6月11日 |
| 電腦研究部為了報被春日奪去電腦之仇，要求以自己開發的電腦遊戲，與SOS團一決勝負，由於SOS團的真正戰力只有阿虛、有希和一樹三人，戰況可以說是一敗塗地，不過阿虛寧願戰敗也不願意出術取勝，但有希發現，出術的人原來是電研部他們，阿虛於是批准有希修正遊戲程式，以公平手段擊敗電研部，電研部自此亦要歸順於春日之下。 |               |

| Someday in the Rain サムデイ イン ザ レイン (Samudei in za Rein) | 2006年5月28日 |
| 已經踏入了冬天，春日無視寒冷的天氣，仍然要阿虛做跑腿到商店街取暖爐，目的就是趁阿虛不在時替實玖瑠拍過一輯新照片，萬分不願意的阿虛走下山坡時，毅然發現自己早已習慣這條每朝都折磨他的登山路線，SOS團也是一樣，冒着雨水將暖爐搬回活動室，全身冷得發抖的他，開着暖爐便累得倒頭大睡。 |               |

### 2009年版本
到了2009年，電視按故事發生的時序播出，沒有次回預告。
台灣ANIMAX以“涼宮春日的憂鬱2”為標題首播及重播粗體字內容（依照先後順序）。
在列表中，相比2006年新增的集数用粗体标出，以下2006版本的集数指电视台播放顺序。
| 集数 | 标题                                                                | 原剧首播日期  |
| --- | ------------------------------------------------------------------- | ------------- |
| 01 | 凉宫春日的忧郁 Ⅰ （Suzumiya Haruhi no Yūutsu I）                    | 2009年4月2日  |
| 见2006年版本02集 |                                                                     |               |
| 02 | 凉宫春日的忧郁 Ⅱ （Suzumiya Haruhi no Yūutsu II）                   | 2009年4月9日  |
| 见2006年版本03集 |                                                                     |               |
| 03 | 凉宫春日的忧郁 Ⅲ （Suzumiya Haruhi no Yūutsu III）                  | 2009年4月16日 |
| 见2006年版本05集 |                                                                     |               |
| 04 | 凉宫春日的忧郁 Ⅳ （Suzumiya Haruhi no Yūutsu IV）                   | 2009年4月23日 |
| 见2006年版本10集 |                                                                     |               |
| 05 | 凉宫春日的忧郁 Ⅴ （Suzumiya Haruhi no Yūutsu V）                    | 2009年4月30日 |
| 见2006年版本13集 |                                                                     |               |
| 06 | 凉宫春日的忧郁 Ⅵ （Suzumiya Haruhi no Yūutsu VI）                   | 2009年5月7日  |
| 见2006年版本14集 |                                                                     |               |
| 07 | 涼宮春日的煩悶 （Suzumiya Haruhi no Taikutsu）                      | 2009年5月14日 |
| 见2006年版本04集 |                                                                     |               |
| 08 | 竹叶狂想曲 （Sasa no Ha Rapusodi）                                  | 2009年5月21日 |
| 七夕當日，春日提議大家一起向牛郎星和織女星許願，那麼在二十五年和十六年後願望便會實現；實玖瑠約阿虛放學 後到一個地方，卻把阿虛帶回三年前七夕當日，阿虛依照大人版實玖瑠的吩咐，幫手完成了春日在三年前所畫的神秘地上畫，不過實玖瑠失去了TPDD，無法回去 原本的時空， 阿虛唯有去找三年前的有希求助... |                                                                     |               |
| 09 | 神秘信号 （Misuterikku Sain）                                       | 2009年5月28日 |
| 见2006年版本07集 |                                                                     |               |
| 10 | 孤岛症候群（前篇） （Kotō Shōkōgun (Zenpen)）                       | 2009年6月4日  |
| 见2006年版本06集 |                                                                     |               |
| 11 | 孤岛症候群（后篇） （Kotō Shōkōgun (Kōhen)）                        | 2009年6月11日 |
| 见2006年版本08集 |                                                                     |               |
| 12 | 漫無止境的8月-1 （Endoresu Eito）                                   | 2009年6月18日 |
| 暑假還有兩星期便結束，一早完成了暑期功課的春日，和大家編了一個活動表，誓要和大家玩盡這個暑假，與大家玩 樂過後，阿虛的功課一點兒也沒有做過，最後決定放棄，以自甘墜落的心情迎接新學期…… |                                                                     |               |
| 13 | 漫無止境的8月-2 （Endoresu Eito）                                   | 2009年6月24日 |
| 暑假還有兩星期便結束，春日誓要和大家玩盡這個暑假，但阿虛對某些情境有種似曾相識的感覺，當他半夜接過實玖 瑠的電話後，終於知道真相, 原來這兩星期的時間，他們已重複度過了一萬五千四百九十八次…… |                                                                     |               |
| 14 | 漫無止境的8月-3 （Endoresu Eito）                                   | 2009年7月2日  |
| 暑假還有兩星期便結束，春日誓要和大家玩盡這個暑假，但阿虛對某些情境有種似曾相識的感覺，當他半夜接過實玖 瑠的電話後，終於知道真相，原來這兩星期的時間，他們已重複度過了一萬五千四百九十九次…… |                                                                     |               |
| 15 | 漫無止境的8月-4 （Endoresu Eito）                                   | 2009年7月9日  |
| 暑假還有兩星期便結束，春日誓要和大家玩盡這個暑假，但阿虛對某些情境有種似曾相識的感覺，當他半夜接過實玖瑠的電話後，終於知道真相，原來這兩星期的時間，他們已重複度過了一萬五千五百一十三次…… |                                                                     |               |
| 16 | 漫無止境的8月-5 （Endoresu Eito）                                   | 2009年7月16日 |
| 暑假還有兩星期便結束，春日誓要和大家玩盡這個暑假，但阿虛對某些情境有種似曾相識的感覺，當他半夜接過實玖瑠的電話後，終於知道真相，原來這兩星期的時間，他們已重複度過了一萬五千五百二十一次…… |                                                                     |               |
| 17 | 漫無止境的8月-6 （Endoresu Eito）                                   | 2009年7月23日 |
| 暑假還有兩星期便結束, 春日誓要和大家玩盡這個暑假, 但阿虛對某些情境有種似曾相識的感覺, 當他半夜接過實玖瑠的電話後, 終於知道真相, 原來這兩星期的時間, 他們已重複度過了一萬五千五百二十四次…… |                                                                     |               |
| 18 | 漫無止境的8月-7 （Endoresu Eito）                                   | 2009年7月30日 |
| 暑假還有兩星期便結束, 春日誓要和大家玩盡這個暑假, 但阿虛對某些情境有種似曾相識的感覺, 當他半夜接過實玖瑠的電話後, 終於知道真相, 原來這兩星期的時間, 他們已重複度過了一萬五千五百二十七次…… |                                                                     |               |
| 19 | 漫無止境的8月-8 （Endoresu Eito）                                   | 2009年8月6日  |
| 暑假還有兩星期便結束, 春日誓要和大家玩盡這個暑假, 但阿虛對某些情境有種似曾相識的感覺, 當他半夜接過實玖瑠的電話後, 終於知道真相, 原來這兩星期的時間, 他們已重複度過了一萬五千五百三十二次, 而阿虛今次終於知道春日有何心事未了, 並成功令時間返回正軌……                                             |                                                                     |               |
| 20 | 凉宫春日的嘆息 Ⅰ （Suzumiya Haruhi no Tameiki I）                   | 2009年8月13日 |
| 暑假和運動會過後，便是文化祭的來臨，由於班裏面已沒有了像朝倉涼子般擁有領導才能的人，大家只好舉辦問卷調查這沉悶的活動來敷衍了事，春日當然不會就此罷休，她決定要開拍一部電影，誓要成為文化祭最出色的活動，而阿虛和實玖瑠的災難亦隨之而來……                                                         |                                                                     |               |
| 21 | 凉宫春日的嘆息 Ⅱ （Suzumiya Haruhi no Tameiki II）                  | 2009年8月20日 |
| 春日公佈了角色名單，大家的角色竟然與自己的真正身份一模一樣，令大家非常驚訝， 到了電影開拍當日，春日的說話一時一樣，而且在沒有劇本和對白的情況下，阿虛和實玖瑠被春日弄得頭昏腦脹…… |                                                                     |               |
| 22 | 凉宫春日的嘆息 Ⅲ （Suzumiya Haruhi no Tameiki III）                 | 2009年8月27日 |
| 春日希望實玖瑠成為戰鬥Service Girl，藍色的左眼隱藏着秘密武器，結果春日所想的變成事實，實玖瑠的左眼真的發出了死光，差點令阿虛當場斃命，幸得長門出手大家才保一命，由於事態嚴重，古泉和長門決定聯手，想辦法令實玖瑠無法發出死光……                                                                   |                                                                     |               |
| 23 | 凉宫春日的嘆息 Ⅳ （Suzumiya Haruhi no Tameiki IV）                  | 2009年9月3日  |
| 春日一行人繼續拍攝工作, 實玖瑠成為了春日的玩具被虐待到體無完膚, 阿虛看不過眼結果與春日吵起架來, 但後來因為谷口的牢騷, 反而激發了阿虛要完成電影的決心…… |                                                                     |               |
| 24 | 凉宫春日的嘆息 Ⅴ （Suzumiya Haruhi no Tameiki V）                   | 2009年9月10日 |
| 春日逐漸將電影的虛構世界與現實混淆, 使世界出現很多不可思議的現象! 為了讓世界重回正軌, 大家想盡辦法一定要讓春日自己明白到, 電影與現象是兩回事…… |                                                                     |               |
| 25 | 朝比奈实玖瑠的冒险 Episode00 （Asahina Mikuru no Bōken Episode 00） | 2009年9月17日 |
| 见2006年版本01集 |                                                                     |               |
| 26 | Live Alive （Raibu Araibu）                                         | 2009年9月24日 |
| 见2006年版本12集 |                                                                     |               |
| 27 | 射手座之日 （Iteza no Hi）                                          | 2009年10月1日 |
| 见2006年版本11集 |                                                                     |               |
| 28 | Someday in the Rain （Samudei in za Rein）                          | 2009年10月8日 |
| 见2006年版本09集 |                                                                     |               |

## 小凉宫春日的忧郁
角川動畫頻道（角川アニメチャンネル）自2009年2月13日在YouTube開始播出動畫小涼宮春日的憂鬱。
| 集数 | 副标题                                     | 改编自原作                                                    | 原剧首映日期  |
| --- | ------------------------------------------ | ------------------------------------------------------------- | ------------- |
| 01 | 身體是鶴但心可是鷹 （）                    | 第1卷（P.102 - P.110）                                        | 2009年2月14日 |
| 阿虛跟SOS團做事久了回家，隨即被妹妹（三味線？）慘烈攻擊並嚷著要玩。當他以為一切都結束，竟然發了一個瘋狂的新年夢。                                                                  |                                            |                                                               |               |
| 02 | 嗯?長門限定? （）                          | 第1卷（P.7、P.17 - P.18、P.23 - P.24）                        | 2009年2月21日 |
| 平凡的一天，春日又感到煩悶。另一方面，長門有了新的嗜好，差點嚇倒阿虛。又另一方面，阿虛又被朝倉涼子攻擊，長門出手解救但......                                                       |                                            |                                                               |               |
| 03 | 那隻狗的名字是什麼呢? （）                 | 第2卷（P.136 - P.139）                                        | 2009年2月28日 |
| 春日為「SOS團問答」舉辦教室現場直播，但內容似乎欠缺周詳計劃…… |                                            |                                                               |               |
| 04 | 阿虛、長門她、長門她… （）                 | 第1卷（P.26、P.35、P.37、P.38、P.41、P.44、P.56、P.77、P.78） | 2009年2月28日 |
| 長門的新嗜好給實玖瑠知道了，使實玖瑠有口難言。而長門對有關活動的興趣日益增加，連書架和衣架都因此出現變化……另一方面，朝倉涼子復活，卻發生了資訊結合的錯誤，導致朝倉涼子變成了...... |                                            |                                                               |               |
| 05 | 用躲避球來決勝負吧! （）                   | 第1卷（P.27 - P.34）                                          | 2009年3月6日  |
| 電腦研究部又有新的電腦遊戲—躲避球挑戰，獎品亦挺吸引春日的。不過，春日提出要以真人躲避球決戰……                                                                                      |                                            |                                                               |               |
| 06 | H那種才不會讓人留下深刻的印象呢! （）      | 第1卷（P.54 - P.55、P.75 - P.76、P.95 - P.96、P.113 - P.114） | 2009年3月6日  |
| 長門的新嗜好燃起了實玖瑠玩角色扮演的對抗，而長門本人更邀請阿虛加入行列。於長門家中的小朝倉在家務上遇上各種困難，長門於是用嬰兒用品統統解決……                                       |                                            |                                                               |               |
| 07 | 心跳、稍微、女生有點多的運動會 （）        | 第1卷（P.45 - P.52）                                          | 2009年3月13日 |
| 由SOS團主辦的「心跳！女生稍微多幾個的超運動會」，因為一段微妙的關係，使阿虛的衣物被「撕破」兼大出醜。另一面，谷口亦因取物而忙不停……                                                |                                            |                                                               |               |
| 08 | 我吃點豆子吧… （）                         | 第1卷（P.129 - P.130、P.149 - P.150）                         | 2009年3月13日 |
| 09 | 登場人物全部都是女僕! （）                 | 第2卷（P.140 - P.143）                                        | 2009年3月20日 |
| 春日突然又想拍電影了，於是要團員們想出令人嘔血的超級題材……劇本完成，主角全是女僕？                                                                                                 |                                            |                                                               |               |
| 10 | 傘好厲害 （）                              | 第1卷（P.152 - P.157）                                        | 2009年3月20日 |
| 清晨，小朝倉就已經面對各種煩惱，長門也因此弄傷了。然後，小朝倉的殺氣突然被喚醒，開始離家大作戰……                                                                                   |                                            |                                                               |               |
| 11 | 那麼、實玖瑠。快脫衣服吧! （）             | 第1卷（P.117 - 120, P.131 - 132)                              | 2009年3月27日 |
| SOS團女團員跟鶴屋學姐一起在長門家弄情人節巧克力，作品和分工都千奇百怪。而小朝倉這時被藏起來了……                                                                                    |                                            |                                                               |               |
| 12 | 男生也不能白拿巧克力，必須做出點努力! （） | 第1卷（P.121-128)                                             | 2009年3月27日 |
| SOS團女團員要送出巧克力了，惟春日不希望送得那麼簡單。古泉立即叫喚森小姐送來緊急裝備……                                                                                              |                                            |                                                               |               |
| 13 | 對了，來過萬聖節吧! （）                   | 第1卷（P.58 - 62, P.158 - 159)                                | 2009年4月3日  |
| 14 | 你擺著主角不能出現的表情喔 （）            | 第2卷 (P.25-29)                                               | 2009年4月3日  |
| 15 | 氣球、好厲害 （）                          | 第2卷 (P.30 - 34)                                             | 2009年4月10日 |
| 16 | 旋轉吧! （）                               | 第2卷 (P.144-149)                                             | 2009年4月10日 |
| 17 | 這樣那你就是爸爸! （）                     | 第1卷 (P.134 - 138)                                           | 2009年4月17日 |
| 18 | 阿虛、阿虛。我找到了這個 （）              | 第1卷 (P.139-146)                                             | 2009年4月17日 |
| 19 | 各位、今天要辦聖誕派對喔! （）             | 第1卷 (P.81 - 92)                                             | 2009年4月24日 |
| 20 | 黃綠先生! （）                             | 第2卷 (P.51-52)                                               | 2009年4月24日 |
| 21 | 鬍子假面! （）                             | 第2卷 (P.37 - 48)                                             | 2009年5月1日  |
| 22 | 你穿上這個看看就知道了 （）                | 第2卷 (P.71-72)                                               | 2009年5月1日  |
| 當小朝倉進入完全主婦狀態，可謂身邊任何人都會被徹底感染。不過，家務永遠有完成的一刻……                                                                                               |                                            |                                                               |               |
| 23 | 自稱、我的笑話會傳染 （）                  | 動畫原创                                                      | 2009年5月8日  |
| 節目是《涼宮春日的部屋》，主持人是涼宮春日，嘉賓是阿虛，但大家發現根本沒有話題可說。                                                                                               |                                            |                                                               |               |
| 24 | 當時的我一心想著不辱使命啊 （）            | 第2卷 (P.131 - 134, P.150 - 151)                              | 2009年5月8日  |
| 下雨天，長門在路上被街上的車濺中，全新濕透。小朝倉亦在為無法晾衣服煩惱，於是黃綠先生出場了……在煩悶的氣氛下，黃綠先生打開了長門留下的玩具箱，結果啟動了計時炸彈……                   |                                            |                                                               |               |
| 25 | PC遊戲?『小涼宮春日的憂鬱』 （）           | 第2卷 (P.1 - 22)                                              | 2009年5月15日 |
| 那是總共十名女主角獻上、甜蜜難忘的戀愛故事……春日嘗試用畫像去為實玖瑠測試多款變裝，結果混亂地變成特攝片……最後，甜蜜難忘的戀愛故事被長門遊戲化了，由阿虛嘗試攻略……                   |                                            |                                                               |               |